# Robert Quine
Robert Quine (Akron, 30 dicembre 1942 – New York, 31 maggio 2004) è stato un chitarrista statunitense.

## Carriera
Chitarrista dotato di una tecnica che si rifaceva alla scuola dei Velvet Underground, fece parte del gruppo Richard Hell & The Voidoids alla fine degli anni settanta. Il gruppo comprendeva Richard Hell al basso e alla voce e fu di grande importanza per il fenomeno punk. Malcolm McLaren, manager dei Sex Pistols, fece adottare al gruppo il look trasgressivo e trascurato dei Voidoids ed in particolare di Richard Hell.
Dopo lo scioglimento dei Voidoids, collaborò con musicisti di grande calibro quali John Zorn, Tom Waits per Rain Dogs e Lou Reed per The Blue Mask, Legendary Hearts e Live In Italy. L'idillio con Reed fu immediato, anche perché Quine si era ispirato proprio al modo di suonare la chitarra tipico di Lou, arricchendolo di una tecnica degna di un jazzista. Quine inoltre aveva registrato diversi bootleg dei Velvet, parte dei quali vennero pubblicati sotto il nome di Quine Tapes. In essi è degna di nota, tra le altre cose, una chilometrica versione live del classico velvettiano Sister Ray che si estende per quasi quaranta minuti ininterrotti.
Fu grande amico del critico Lester Bangs, con cui incise anche un raro 45 giri.

## La morte prematura
Robert iniziò a soffrire di depressione in seguito alla morte della moglie Alice avvenuta ad agosto del 2003. Il 31 maggio del 2004 si suicida per overdose di eroina nella sua casa a New York.